# Pfingstberg (Latdorf)

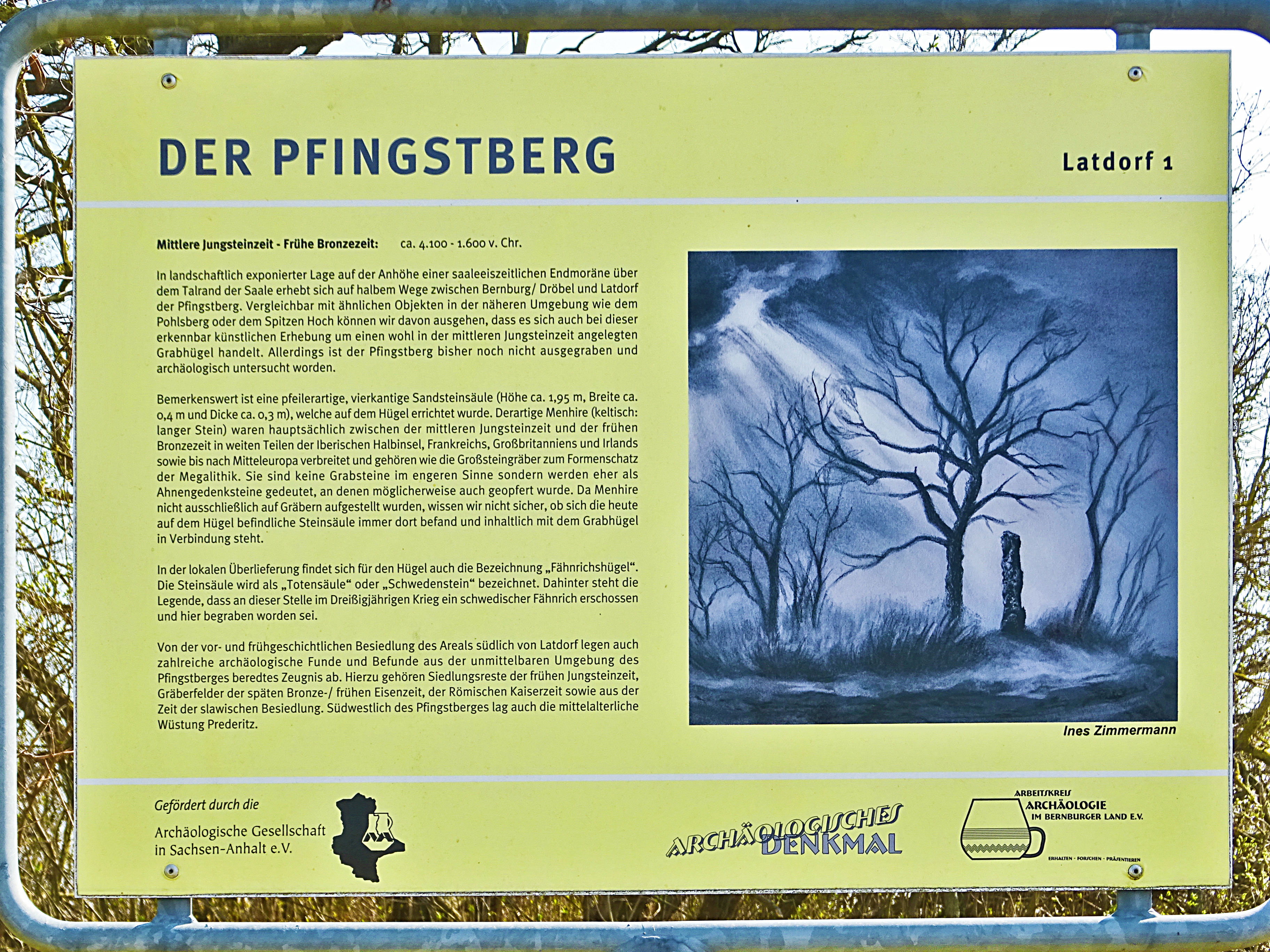
Informationstafel vom Arbeitskreis Archäologie im Bernburger Land e. V.

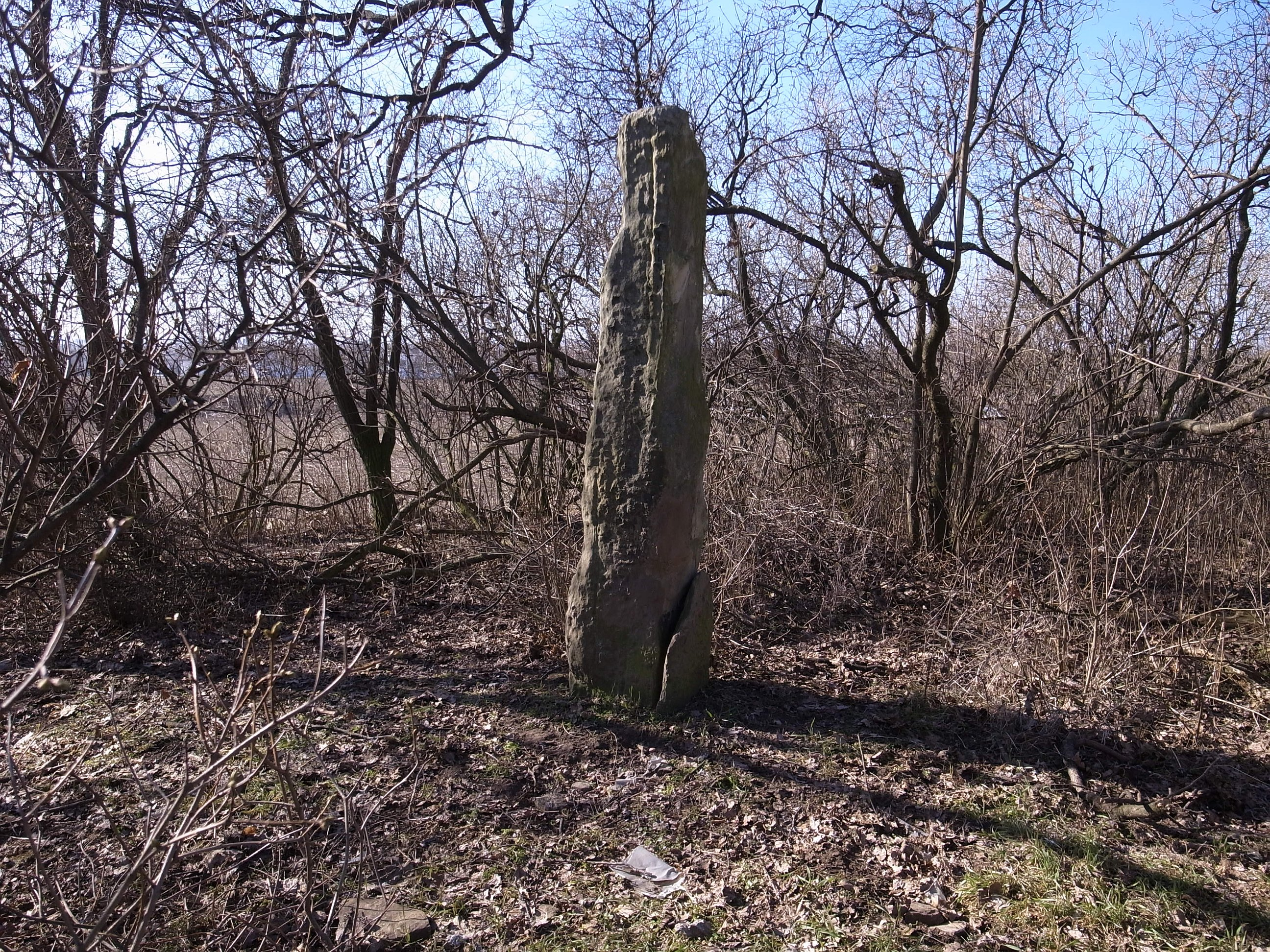
Der Menhir auf dem Pfingstberg

Der Pfingstberg (auch Fähnrichsberg genannt) ist ein von einem Menhir bekrönter Grabhügel bei Latdorf, einem Ortsteil von Nienburg (Saale) im Salzlandkreis in Sachsen-Anhalt. Der Menhir wird auch als Totensäule oder Schwedenstein bezeichnet.

## Lage und Beschreibung
Der Grabhügel liegt direkt an der Straße zwischen Bernburg und Latdorf an einer Rechtskurve. Er ist einer von neun Grabhügeln und Großsteingräbern (darunter das Großsteingrab Bierberg und das Großsteingrab Heringsberg) in der Umgebung von Bernburg und Latdorf, die zusammen die „Steinzeitlandschaft Latdorf“ bilden. Als einziges dieser Monumente wurde der Pfingstberg bisher nicht ausgegraben, weswegen über den Grabhügel selbst nur wenige Aussagen möglich sind.
Der ihn bekrönende Menhir besteht aus gelblich-grauem Sandstein, der durch Verwitterung eine schwarzgraue Farbe angenommen hat. Er hat eine Höhe von 194 cm, eine Breite von 43 cm und eine Tiefe von 40 cm. Er ist pfeilerförmig, eventuell bearbeitet und läuft nach oben schräg aus.

## Der Pfingstberg in regionalen Sagen
Gemäß einer Sage soll am Pfingstberg ein schwedischer Fähnrich erschossen und begraben worden sein. Hierher rühren die Bezeichnungen „Fähnrichsberg“ für den Grabhügel und „Schwedenstein“ für den Menhir.